# Tomislav Crnković (Biathlet)
Tomislav Crnković (* 28. Mai 1991 in Rijeka) ist ein kroatischer Biathlet.
Tomislav Crnković vom TSK Buducnost lebt in Brod Moravice. Er begann 1999 mit dem Skilanglauf und bestritt ab 2006 zunächst internationale Langlaufrennen. Er bestritt unterklassige Rennen bei den Junioren, trat bei FIS-Rennen an und startete im Alpencup. Zur Saison 208/09 wechselte er zum Biathlonsport und wurde bei seinem ersten Sprint in Nové Město na Moravě 104. Bei seinem nächsten Sprintrennen in Osrblie halbierte er seine Position auf Rang 52. Es ist zugleich sein bestes Resultat in der zweithöchsten internationalen Biathlon-Rennserie. Erstes Großereignis wurden die Biathlon-Europameisterschaften 2011 in Ridnaun, wo er bei den Juniorenrennen 49. des Einzels wurde. Es folgten die Biathlon-Weltmeisterschaften 2011 in Chanty-Mansijsk, wo Crnković 121. des Einzels und 124. des Sprints wurde.

## Biathlon-Weltcup-Platzierungen
Die Tabelle zeigt alle Platzierungen (je nach Austragungsjahr einschließlich Olympische Spiele und Weltmeisterschaften).
- 1.–3. Platz: Anzahl der Podiumsplatzierungen
- Top 10: Anzahl der Platzierungen unter den ersten zehn (einschließlich Podium)
- Punkteränge: Anzahl der Platzierungen innerhalb der Punkteränge (einschließlich Podium und Top 10)
- Starts: Anzahl gelaufener Rennen in der jeweiligen Disziplin

| Platzierung              | Einzel | Sprint | Verfolgung | Massenstart | Staffel | Gesamt |
| ------------------------ | ------ | ------ | ---------- | ----------- | ------- | ------ |
| 1. Platz                 |        |        |            |             |         |        |
| 2. Platz                 |        |        |            |             |         |        |
| 3. Platz                 |        |        |            |             |         |        |
| Top 10                   |        |        |            |             |         |        |
| Punkteränge              |        |        |            |             |         |        |
| Starts                   | 1      | 1      |            |             |         | 2      |
| Stand: 30. Dezember 2011 |        |        |            |             |         |        |